# 真中満
真中 満（まなか みつる、1971年1月6日 - ）は、埼玉県幸手市生まれ、栃木県大田原市出身の元プロ野球選手（外野手、左投左打）、野球解説者・野球評論家。
日本プロ野球におけるシーズン代打起用回数の最多記録保持者（98回）、シーズン代打安打の最多記録保持者 （31本）。

## 来歴

### プロ入り前
埼玉県幸手市（当時は北葛飾郡幸手町）で生まれ、幼少期に栃木・大田原市に転居。同県大田原市立大田原小学校5年の時に野球を始める。
宇都宮学園高等学校（現・文星芸術大学附属高等学校）時代は、3番を打ち、4番の髙嶋徹と共に3年時の1988年に春夏連続で甲子園に出場。第60回選抜大会はベスト4、第70回全国選手権は3回戦で敗退。
卒業後、日本大学経済学部産業経営学科（一部）に進学（同期生に渡邉博幸がいる）。1年秋の入れ替え戦ではサヨナラ本塁打を打った。4年春に打率.386、13打点で2冠を獲得し、秋はエース門奈哲寛（現・福岡ソフトバンク打撃投手）との活躍で優勝。東都大学リーグ通算71試合出場、260打数78安打、打率.300、8本塁打、41打点。ベストナイン4回。

### 現役時代
1992年度ドラフト会議にてヤクルトスワローズから3位指名を受けて入団。
1996年はヘルニア手術のため7試合の出場に終わった。
1997年はケガの飯田哲也に代わり1番打者を務め、リーグ優勝・日本一に貢献する。1997年日本シリーズはセンターのポジションを争っていた飯田が故障で戦列を離れた際の代役扱いで「1番・中堅手」で先発出場した。この年は西武相手に4勝1敗で下し日本一。
1998年は初の規定打席に到達。
1999年にプロ入り初の打率3割を達成。
2001年は中日の川上憲伸を相手に累計2本しか打てていない本塁打の内1本を9月25日ナゴヤドームで勝ち越し3ランを放つなど打率.312でリーグ優勝、日本一に貢献した。
野村克也監督率いるヤクルトの黄金期は、真中はセンターのポジションを名手・飯田と競い、飯田が故障で戦列を離れた際の代役扱いだった。しかし飯田が怪我を繰り返すようになり立場が逆転し、1998年からレギュラー外野手としてライト、センターを守る。2001年の大阪近鉄バファローズと対戦した日本シリーズは、第3戦に香田勲男から打席で一回転するような特異なフォームと体勢で本塁打を放ち「大回転打法」と話題になる。
2005年は青木宣親の台頭でレギュラー争いが再び激化する。今度はリーグの最多安打記録を塗り替える青木の大活躍で出場機会が減少するが、真中は勝負強いバッティングを生かすため代打の切り札として新たな役割が与えられた。
2007年は日本記録となるシーズン代打起用回数98回・代打のみで31安打を記録するなど“代打職人”、“代打の神様”と称される。
2008年は14打数1安打（打率.071）に終わり、同年限りで現役を引退する。

### 現役引退後
2009年からはヤクルトの二軍打撃コーチを務める。
2010年シーズン終盤に猿渡寛茂二軍監督らの契約満了に伴い、二軍監督代行としてフェニックス・リーグを指揮した。11月1日付で2011年度シーズンの二軍監督就任が正式に発表された。
2013年にイースタン・リーグで優勝した。
2013年10月23日、2014年シーズンから一軍チーフ打撃コーチに就任することが発表された。

### 監督時代

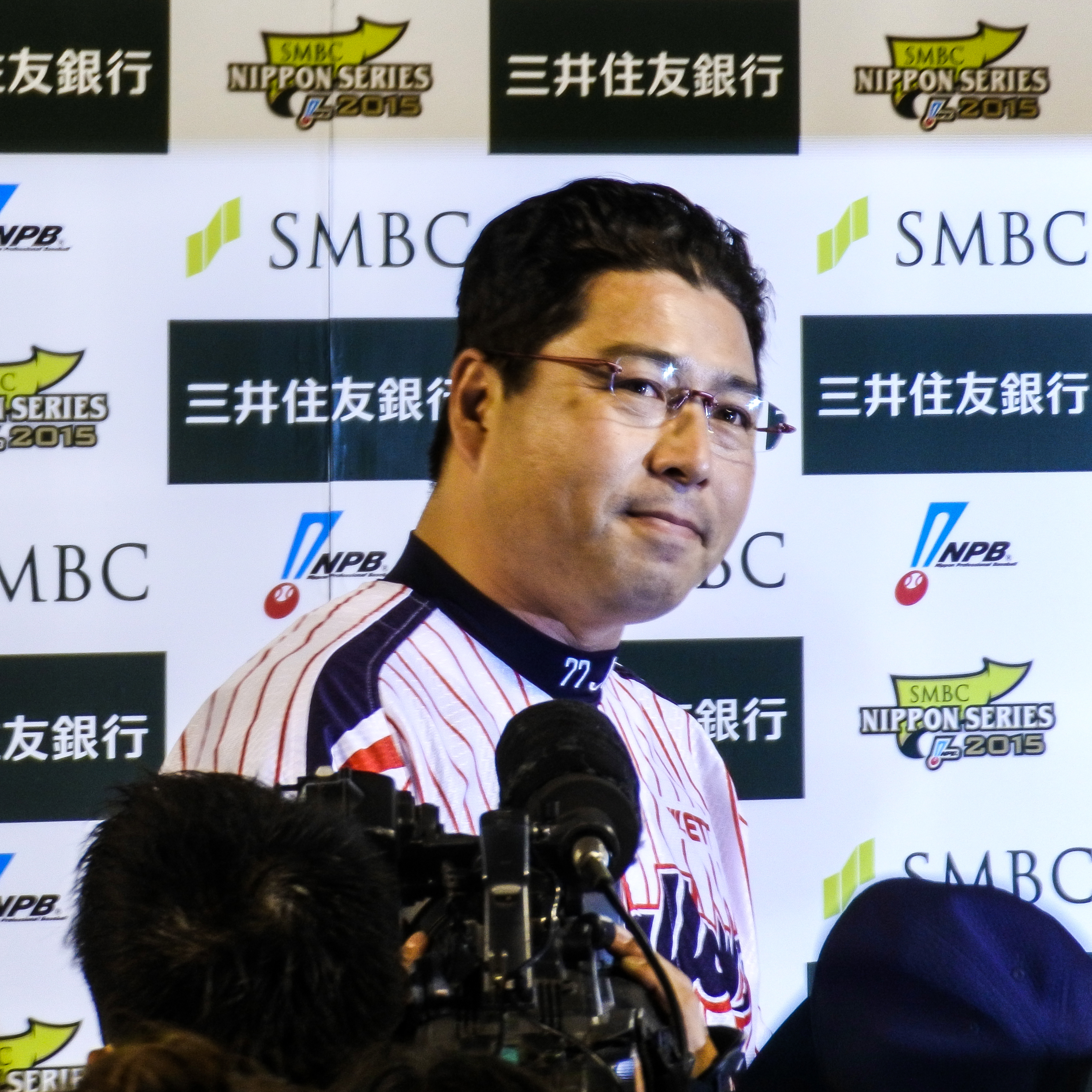
2015年10月27日 日本シリーズ第3戦勝利監督インタビューにて（明治神宮野球場）にて

2014年10月8日、小川淳司の後任としてヤクルトの新監督に就任することが発表された。
2015年は巨人などと終盤まで優勝争いを繰り広げた末、10月2日に神宮球場で行われた阪神タイガースとの最終戦で延長11回裏に雄平の適時打でサヨナラ勝ちを収め、史上稀にみる大混戦のセ・リーグを制してチームを14年ぶりにリーグ優勝に導き、就任1年目にして優勝監督になった。前年最下位からのリーグ優勝はセ・リーグでは39年ぶりの快挙だった。クライマックスシリーズのファイナルステージでは、ファーストステージ勝者の巨人と対戦。初戦こそ落としたものの、2戦目以降は3連勝、対戦成績4勝1敗（アドバンテージの1勝を含む）で初のクライマックスシリーズ制覇を果たし、14年ぶりの日本シリーズ進出を果たす。福岡ソフトバンクホークスとの日本シリーズは1勝4敗で敗退。
2015年10月22日のドラフト会議では、1位指名の髙山俊（当時明治大学）を巡って阪神と競合し、阪神監督の金本知憲とのくじ引きの結果、真中がガッツポーズし交渉権獲得と思われたが、その後真中の確認ミスが発覚し阪神が交渉権を獲得した。この一件がもとで真中はこの年のゆうもあ大賞を受賞している。出身地の栃木県から同年9月4日付けでとちぎ未来大使の委嘱を受けている。
2016年は優勝時のレギュラーであった畠山和洋が故障離脱するなどして5位と大きく成績を落とす。
2017年は畠山がシーズン開幕早々またも故障離脱し、同じく優勝時のレギュラーである川端慎吾が手術で一軍出場なし、前年にNPB史上初の2年連続トリプルスリーを達成した山田哲人のシーズン打率が.250にすら届かないなど打線のつながりを欠き、投手陣もエース格の小川泰弘や石川雅規が不調で2桁勝利投手ゼロと完全崩壊し、NPB史上66年ぶりの10点差逆転勝利（7月26日）など明るい話題もあったものの、最終的に優勝した広島に44ゲーム、5位中日に15.5ゲームをつけられ3年ぶりの最下位、球団ワーストの96敗・NPB史上61年ぶりの前半戦における2度の2桁連敗など低迷し、シーズン途中の8月22日に真中の辞任が発表され、シーズン全日程終了後に真中は監督を退任した。

### 監督退任後
2017年12月17日、故郷である大田原市は同市の美原公園第2球場の愛称を「真中満記念球場」とすると発表した。
2018年からフジテレビ・ニッポン放送で野球解説者とサンケイスポーツで野球評論家をそれぞれ務める。TBSチャンネル・BS朝日の野球中継にも出演する。
2019年現在はジャパンスポーツマーケティングが業務をマネージメントする。

## 人物
子供の頃の野球中継は、栃木県なので巨人戦中心だったが、広島東洋カープのファンで、選手は高橋慶彦のファンであった。
現役時代は端正な顔立ちから「球界の真田広之」とも称された。
2018年9月に自身のInstagramを開設し、様々な扇風機を写した写真の投稿がファンの間で話題となり、代名詞となっている。2022年には40個ほどの扇風機を持っていると語っている。2018年12月15日に放送された日本テレビ系のTV番組『有吉反省会』に出演し、扇風機の写真を投稿し続ける理由について「始めに何を投稿しようかなと思って扇風機の写真を投稿したらウケが良かったので、もう少しやってみようと片っ端からあげたら、変な評判になってしまったんですよ。野球以外で何が1番自分に向いているか探しています」と告白。司会者の有吉弘行には「扇風機じゃないと思うんですよ」とツッコまれている。
槙原寛己が運営する公式YouTubeチャンネルに出演した際、自身の出生について「生まれは埼玉県幸手市であるが、物心付く前に大田原市に転居しているため故郷は今も大田原市と感じており、この事実をいちいち説明することが面倒であった」と語る。

## 選手としての特徴
プロ野球選手としては身長は高くなかったが、確実な打撃とパンチ力を兼ね備え、大学時代は若松二世と呼ばれた。50メートル走のタイムは6秒1の俊足で、1998年元日に放送された『最強の男は誰だ!壮絶筋肉バトル!!スポーツマンNo.1決定戦』で50メートル走では6秒52を記録している。
当時対戦していた中日ドラゴンズの投手川上憲伸とは相性が良く、川上は真中と同じく対戦成績が悪かった巨人の清水隆行との2人への対策としてカットボールを覚えたという経緯がある。それでも真中は打率.356（59打数21安打）、2本塁打、7三振と好成績で、真中が唯一ナゴヤドームで打った本塁打が川上からだったといい、2021年の川上との対談では「真中さんの年俸を上げたのは僕。」と川上は語っている。川上は一番苦手だった打者として真中と清水を挙げているが何故かいつも取材では「他に痛い目にあった選手は？」等の質問もされるなど上手く編集されてしまい、結果として高橋由伸や金本知憲、松井秀喜が挙げられているという。

## 監督として
監督としては打てる上に足のある程度速い打者を上位打線に詰めるなど、古田敦也のオーダー構築理論と共通する考えを持っていた。中軸の打者の敬遠が増えないように、その後ろの打者も良い打者を使うようにした。基本的に打率の高い打者順に打順を組むが、これは1試合が3イニングで行われる『プロ野球スピリッツA』のリアルタイム対戦の理論と共通する野球の原点だと本人は認識している。送りバントは否定派であったが、そこにエンターテインメント性の追求はゼロであり、勝つことだけを考えてのことであったと主張している。進塁打を積極的に狙う打撃も快く思っていない。

## 詳細情報

### 年度別打撃成績
| 年 度      | 球 団      | 試 合 | 打 席 | 打 数 | 得 点 | 安 打 | 二 塁 打 | 三 塁 打 | 本 塁 打 | 塁 打 | 打 点 | 盗 塁 | 盗 塁 死 | 犠 打 | 犠 飛 | 四 球 | 敬 遠 | 死 球 | 三 振 | 併 殺 打 | 打 率 | 出 塁 率 | 長 打 率 | O P S |
| ---------- | ---------- | ----- | ----- | ----- | ----- | ----- | -------- | -------- | -------- | ----- | ----- | ----- | -------- | ----- | ----- | ----- | ----- | ----- | ----- | -------- | ----- | -------- | -------- | ----- |
| 1993       | ヤクルト   | 21    | 45    | 44    | 3     | 12    | 2        | 0        | 0        | 14    | 1     | 1     | 1        | 0     | 0     | 1     | 0     | 0     | 7     | 0        | .273  | .289     | .318     | .607  |
| 1994       | ヤクルト   | 27    | 82    | 76    | 9     | 25    | 3        | 1        | 1        | 33    | 6     | 0     | 0        | 2     | 1     | 3     | 1     | 0     | 12    | 0        | .329  | .350     | .434     | .784  |
| 1995       | ヤクルト   | 99    | 137   | 126   | 14    | 27    | 1        | 1        | 1        | 33    | 13    | 10    | 3        | 6     | 0     | 4     | 1     | 1     | 8     | 5        | .214  | .244     | .262     | .506  |
| 1996       | ヤクルト   | 7     | 10    | 9     | 1     | 3     | 0        | 0        | 0        | 3     | 0     | 1     | 0        | 0     | 0     | 1     | 0     | 0     | 0     | 0        | .333  | .400     | .333     | .733  |
| 1997       | ヤクルト   | 87    | 250   | 228   | 40    | 77    | 11       | 3        | 3        | 103   | 19    | 8     | 2        | 5     | 0     | 15    | 0     | 2     | 32    | 2        | .338  | .384     | .452     | .835  |
| 1998       | ヤクルト   | 133   | 561   | 495   | 57    | 136   | 20       | 8        | 5        | 187   | 27    | 12    | 8        | 30    | 1     | 29    | 0     | 4     | 56    | 2        | .275  | .319     | .378     | .697  |
| 1999       | ヤクルト   | 133   | 574   | 516   | 71    | 159   | 33       | 2        | 7        | 217   | 46    | 8     | 6        | 7     | 3     | 46    | 7     | 2     | 38    | 4        | .308  | .365     | .421     | .786  |
| 2000       | ヤクルト   | 119   | 495   | 463   | 53    | 129   | 16       | 4        | 9        | 180   | 41    | 5     | 3        | 6     | 1     | 23    | 5     | 2     | 33    | 8        | .279  | .315     | .389     | .704  |
| 2001       | ヤクルト   | 123   | 498   | 449   | 61    | 140   | 26       | 1        | 7        | 189   | 36    | 7     | 3        | 5     | 2     | 38    | 9     | 4     | 40    | 6        | .312  | .369     | .421     | .790  |
| 2002       | ヤクルト   | 89    | 387   | 367   | 39    | 91    | 13       | 0        | 4        | 116   | 25    | 2     | 2        | 2     | 1     | 16    | 1     | 1     | 33    | 4        | .248  | .281     | .316     | .597  |
| 2003       | ヤクルト   | 121   | 390   | 369   | 49    | 108   | 21       | 3        | 6        | 153   | 48    | 6     | 1        | 2     | 3     | 13    | 1     | 2     | 37    | 7        | .293  | .318     | .415     | .732  |
| 2004       | ヤクルト   | 91    | 268   | 246   | 36    | 67    | 7        | 2        | 4        | 90    | 20    | 1     | 3        | 5     | 0     | 17    | 0     | 0     | 34    | 2        | .272  | .319     | .366     | .685  |
| 2005       | ヤクルト   | 99    | 244   | 225   | 20    | 68    | 12       | 0        | 5        | 95    | 28    | 2     | 1        | 3     | 1     | 15    | 2     | 0     | 29    | 11       | .302  | .344     | .422     | .767  |
| 2006       | ヤクルト   | 99    | 194   | 172   | 13    | 41    | 8        | 0        | 1        | 52    | 15    | 1     | 0        | 7     | 3     | 11    | 0     | 1     | 19    | 5        | .238  | .283     | .302     | .586  |
| 2007       | ヤクルト   | 105   | 125   | 119   | 11    | 38    | 6        | 0        | 1        | 47    | 10    | 0     | 0        | 0     | 1     | 5     | 0     | 0     | 13    | 5        | .319  | .344     | .395     | .739  |
| 2008       | ヤクルト   | 15    | 14    | 14    | 0     | 1     | 0        | 0        | 0        | 1     | 0     | 0     | 0        | 0     | 0     | 0     | 0     | 0     | 3     | 0        | .071  | .071     | .071     | .143  |
| 通算：16年 | 通算：16年 | 1368  | 4274  | 3918  | 477   | 1122  | 179      | 25       | 54       | 1513  | 335   | 64    | 33       | 80    | 17    | 237   | 27    | 19    | 394   | 61       | .286  | .329     | .386     | .715  |

### 表彰
- 日本シリーズ優秀選手賞：1回（2001年）
- セ・リーグ最優秀監督賞：1回（2015年）

### 記録
- 初出場・初先発出場：1993年9月3日、対読売ジャイアンツ22回戦（明治神宮野球場）、「8番・中堅手」で先発出場
- 初安打・初打点：同上、7回裏に斎藤雅樹から右前決勝適時打
- 初本塁打：1994年9月29日、対広島東洋カープ25回戦（明治神宮野球場）、6回裏に紀藤真琴からソロ
- 1000試合出場：2004年7月16日、対読売ジャイアンツ14回戦（東京ドーム）、8回表に石井弘寿の代打で出場 ※史上395人目
- 1000安打：2005年6月7日、対西武ライオンズ3回戦（インボイスSEIBUドーム）、8回表に長田秀一郎から左翼線二塁打 ※史上233人目
- オールスターゲーム出場：1回（2001年）
- 1シーズン代打起用回数：98（2007年）※日本記録
- 1シーズン代打最多安打数：31（2007年）※日本記録

### 年度別監督成績
リーグ公式戦
| 年 度     | 球 団     | 順 位     | 試 合 | 勝 利 | 敗 戦 | 引 分 | 勝 率 | ゲ ｜ ム 差            | 本 塁 打               | 打 率                  | 防 御 率               | 年 齡                  |
| --------- | --------- | --------- | ----- | ----- | ----- | ----- | ----- | ---------------------- | ---------------------- | ---------------------- | ---------------------- | ---------------------- |
| 2015年    | ヤクルト  | 1位       | 143   | 76    | 65    | 2     | .539  | -                      | 107                    | .257                   | 3.31                   | 44歳                   |
| 2016年    | ヤクルト  | 5位       | 143   | 64    | 78    | 1     | .451  | 25.5                   | 113                    | .256                   | 4.73                   | 45歳                   |
| 2017年    | ヤクルト  | 6位       | 143   | 45    | 96    | 2     | .319  | 44.0                   | 95                     | .234                   | 4.21                   | 46歳                   |
| 通算：3年 | 通算：3年 | 通算：3年 | 429   | 185   | 239   | 5     | .436  | Aクラス1回、Bクラス2回 | Aクラス1回、Bクラス2回 | Aクラス1回、Bクラス2回 | Aクラス1回、Bクラス2回 | Aクラス1回、Bクラス2回 |

ポストシーズン
| 年度   | 球団     | 大会名                                              | 対戦相手                                   | 勝敗                         |
| ------ | -------- | --------------------------------------------------- | ------------------------------------------ | ---------------------------- |
| 2015年 | ヤクルト | セ・リーグクライマックスシリーズ ファイナルステージ | 読売ジャイアンツ （セ・リーグ2位）         | 4勝1敗=日本シリーズ進出 (※1) |
| 2015年 | ヤクルト | 日本シリーズ                                        | 福岡ソフトバンクホークス （パ・リーグ1位） | 1勝4敗=敗退                  |

- 勝敗の太字は勝利したシリーズ

※1 リーグ優勝したチームに与えられるアドバンテージの1勝を含む。

### 背番号
- 31（1993年 - 2008年）
- 77（2009年 - 2017年）

## 出演

### ドラマ
- つばめ刑事（2019年） - 本人役で出演。

### ウェブテレビ
- アベマde週末ボートレース（2020年2月28日 ‐ 5月、AbemaTV）金曜日の先生として不定期レギュラー[23][24]

### テレビ
- 真中満が行く！（2021年 - ） スポーツライブ+
- ダグアウト!!!（2023年 - ）BS10

## 執筆

### 著書
- 『できない理由を探すな! スワローズ真中流「つばめ革命」』ベースボール・マガジン社、2016年3月。ISBN 978-4583109732。